# Classe pour l'inclusion scolaire
L'unité localisée pour l'inclusion scolaire ou ULIS-école a remplacé la CLIS en septembre 2015.
La classe pour l'intégration puis pour l'inclusion scolaire (CLIS) était en France un parcours scolaire qui orientait à partir de la fin du cycle 1 (fin d'école maternelle) et parfois même à l'âge pré-élémentaire (de 3 à 5 ans), les enfants en situation de handicap. Ces classes accueillaient de façon différenciée (dans certaines écoles primaires), sur une temporalité variée (à temps complet ou partiel), avec ou sans auxiliaire de vie scolaire, 12 élèves au maximum. 
L'objectif était de scolariser tous les élèves et de permettre aux élèves en situation de handicap de suivre totalement ou partiellement un cursus scolaire en milieu ordinaire. Les CLIS adaptaient l'enseignement en fonction de l'âge, du handicap et des capacités. Elles faisaient partie intégrante de l'ensemble des dispositifs de l'enseignement spécialisé en France. Les CLIS avaient pour objectif de développer les capacités cognitives et les connaissances, comme pour tout élève.

## Historique
En 1989, la loi d'orientation no 89-486 pour l'école remodèle les structures de l'enseignement spécialisé de l'éducation nationale. Le ministère de la Santé encourage ainsi le déploiement de moyens mis à la disposition des établissements spécialisés afin de mettre en place des services spécialisés dans l'accompagnement des familles et des élèves en intégration scolaire.
Les classes pour l'intégration scolaire correspondent aux premières classes créées, dans les écoles élémentaires et maternelles, spécifiquement pour les élèves handicapé·e·s. Il convient toutefois de se rappeler qu’il s’agit plus d’une évolution de la définition du handicap, qui est dorénavant reconnu comme pouvant être physique, sensoriel ou mental, plutôt qu’un réel changement de pratique, puisque les classes de perfectionnement recevaient déjà les élèves débiles et « présentant d’autres formes de déficiences, en particulier physiques et sensorielles, génératrices d’incapacités et de handicaps ».
De plus, si les CLIS sont créées pour se substituer aux classes de perfectionnement, elles sont issues d’une circulaire et ne peuvent donc pas s’imposer à la loi du 15 avril 1909, qui n’a pas été abrogée.
Ainsi, comme en 1975 ou l’état recrée l’obligation éducative, il recrée par cette circulaire « un contexte nouveau, qui vise à faciliter l’intégration des élèves handicapés ».
Les changements majeurs entre classe de perfectionnement et CLIS consistent dans :
- la décision d'orientation des élèves dans ce type de classe. Auparavant la décision se prenait à l'intérieur de l'école, en conseil de maîtres. Avec les CLIS, c'est une commission extérieure qui prend la décision en fonction des différents bilans de professionnels (éducatif, pédagogique, thérapeutique, social). Cette commission était la CDES (Commission Départementale de l'Éducation Spéciale) ou la CCPE (Commission de Circonscription Préscolaire et Élémentaire) avant la création des MDPH ;
- l'objectif affiché d'intégration des élèves dans les autres classes de l'école en fonction du projet de l'élève, l'intégration pouvant avoir lieu de manière collective ou individuelle ;
- le fonctionnement interne des différentes CLIS.

La circulaire no 99-187 du 19 novembre 1999 mentionne que la scolarisation des élèves handicapés est un droit, et que l'intégration sociale passe par une intégration scolaire. Cette circulaire élabore le dispositif Handiscol.
Leur fonctionnement a depuis été modifié par la circulaire no 2002-113 du 30 avril 2002, puis par la circulaire no 2006-051 du 27 mars 2006 (faisant notamment suite à la loi Handicap de 2005) qui précise notamment les relations avec la MDPH (maison départementale des personnes handicapés).

## Organisation et fonctionnement
Depuis la circulaire no 2009-087 du 17-7-2009, parue au B.O.no 31 du 27 août 2009, la CLIS est redéfinie dans son appellation : Classe pour l'Inclusion Scolaire. Elle y est définie comme « une classe à part entière de l'école dans laquelle elle est implantée » (§2, Organisation et fonctionnement d'une CLIS).
Les CLIS ont pour vocation d’accueillir des élèves en situation de handicap dans des écoles ordinaires afin de leur permettre de suivre totalement ou partiellement un cursus scolaire ordinaire.
Il existe quatre types de CLIS :
- CLIS 1 (ou D) ont vocation à accueillir des enfants présentant des troubles importants des fonctions cognitives. Ces classes, les plus répandues (parmi les CLIS), accueillent les enfants ayant des problèmes cognitifs (retard mental global, difficultés cognitives électives, troubles psychiques graves, troubles graves du développement…) qui sont non exclusifs d'autres handicaps combinés, ayant la capacité de faire des apprentissages scolaires. La classe est prise en charge par un professeur des écoles spécialisé, titulaire en principe de la CAPA-SH option D (anciennement CAPSAIS).
- CLIS 2 (ou A) ont vocation à accueillir des enfants présentant des troubles auditifs importants (sourds ou malentendants).
- CLIS 3 (ou B) ont vocation à accueillir des enfants présentant des troubles visuels importants (aveugles ou malvoyants).
- CLIS 4 (ou C) ont vocation à accueillir des enfants présentant une déficience motrice grave ou un trouble de la santé évoluant sur une longue période et/ou invalidant.

Dans quelques départements des "CLIS dys" ont vu le jour : elles accueillent des enfants ayant un trouble (ou des troubles) cognitif spécifique (dyslexies, dysphasies).
Pour intégrer une CLIS, la situation de handicap de l'enfant doit avoir été préalablement détectée (par la famille ou l'école) et l'affection doit être notifiée par la CDAPH, la Commission des Droits et de l'Autonomie de la Personne Handicapée (composée de l'ex CDES : Commission Départementale de l'Enseignement Spécialisé ; et de l'ex COTOREP) siégeant au sein de la MDPH (maison départementale des personnes handicapées). L'équipe pluridisciplinaire élabore le PPS (Projet Personnalisé de Scolarisation) la CDAPH notifie ce PPS (crée un droit opposable) et oriente l'enfant, après validation par ses parents. L'enseignant référent assure la mise en place de ce PPS avec l'aide de l'ensemble des intervenants (famille, social, médical, enseignant) en fonction de la situation et du handicap de l'enfant.(décret 2005-1752 du 30/12/2005).  
Il faut préciser qu'une situation de handicap n'implique pas nécessairement une scolarisation en CLIS. Au contraire, dans la mesure du possible l'enfant concerné sera scolarisé en classe ordinaire, avec éventuellement des aides spécifiques ; ou à l'inverse parfois vers des établissements plus spécialisés permettant une prise en charge plus adaptée du handicap.

## Programmes et projets
Les CLIS ont pour objectif d'aider les élèves à poursuivre une scolarité en milieu ordinaire. Elles suivent les programmes scolaires des cycles 1, 2 et 3, en fonction des capacités des élèves et des dispositifs possibles.
La scolarisation de l'élève de CLIS s'articule autour du Projet Personnalisé de Scolarisation (PPS), élaboré par l'équipe pluridisciplinaire de la MDPH, notifié par la CDA (Commission des Droits et de l'Autonomie) et mise en œuvre en équipe de suivi de scolarisation (ESS), regroupant tous les partenaires gravitant autour de l'élève : enseignant référent, parents, enseignant, psychologue scolaire, thérapeutes (SESSAD, CMP, CMPP, CPEA, CAMSP, etc., thérapeutes en libéral), partenaires sociaux, familles d'accueil, etc. 
Le PPS doit être notifié par la CDA. Les EPE (Équipe Pluridisciplinaire d'Évaluation) s'appuient le plus souvent sur les remarques et les propositions des ESS (Équipe de suivi de la scolarisation) qui connaissent l'enfant, mais ce n'est pas une obligation. C'est une composante du plan de compensation du handicap prévu par la loi du 11 février 2005. Ce projet est élaboré en fonction des besoins de l'élève. Chacun tente alors de répondre aux besoins de l'élève par des objectifs visés dans son domaine : pour l'enseignant dans la classe et l'école. L'enseignant s'appuie sur les programmes de l'école primaire dans lesquels il puise des objectifs à viser pour chaque élève concernant les apprentissages. L'enseignant de CLIS essaye également de mettre en place des intégrations individuelles dans les autres classes de l'école, en général dans des domaines dans lesquels les élèves sont en réussite.
En fonction de paramètres liés à sa classe et des différents projets personnalisés de scolarisation, l'enseignant élabore un projet de classe pour l'année scolaire. Les nouvelles orientations qui pourraient alors avoir lieu dans cette classe devraient prendre en considération le projet de classe.